# سلوك ديني
السلوكيات الدينية هي السلوكيات المدفوعة بواسطة الاعتقادات الدينية. يُطلق على الأفعال الدينية أيضًا اسم «الطقوس» ويوصف الامتناع الديني بأنه تابو أو محرمات الطقوس.
تمتلك المعتقدات الدينية القدرة على التأثير في مختلف جوانب الحياة العادية بما في ذلك تناول الطعام، والملابس والزواج، فضلًا عن السلوكيات الدينية المقصودة مثل العبادة، والصلاة، والتضحيات وما إلى ذلك. نظرًا إلى وجود ما يتجاوز 4000 دين مختلف حول العالم، تختلف السلوكيات الدينية وتتنوع على نطاق واسع.

## الأفعال
قد تتخذ السلوكيات الدينية العديد من الجوانب؛
- قد تكون عامة، مثل المشاركة في الطقوس الدينية، أو أداء الحج، أو التبرع بالوقت والمال للمجموعات الدينية
- قد تكون موجهة نحو مجموعة، مثل الاجتماعات المنتظمة لأداء الطقوس التقليدية في معبد أو كنيسة
- قد تكون أيضًا فردية أو خاصة، مثل الصلاة، والتأمل وقراءة النصوص المقدسة.
- قد تكون مهنية، مع تمييز عدد قليل من الأفراد الذين ترتكز حياتهم على تأدية الأفعال ذات الصلة بمعتقداتهم (مثل الحاخام، والمعلم الروحي وغيرهما)[3]

تمثل الصلاة السلوك الديني الأكثر شيوعًا. يمكن تأدية الصلاة بهدوء من قبل الفرد لوحده، لكن يمكن للناس أيضًا تأديتها في مجموعات باستخدام الأغاني. تُعد التضحية بدورها من السلوكيات الدينية المنتشرة على نطاق واسع (عادة على هيئة التضحية بالوقت، أو المال أو الطعام). غالبًا ما تشكل الصلاة والتضحية، بالإضافة إلى قراءة النصوص المقدسة وحضور الاجتماعات في المباني الدينية، الأساس التي تنبثق منه السلوكيات الدينية الأخرى الأكثر تعقيدًا مثل الحج، أو التطواف أو استشارة الوسيط الروحي. ترتبط العديد من الطقوس بغرض معين، مثل الإدخال، وطقوس الطهارة، الطقسي والاستعداد لحدث هام أو مهمة ما. تشمل هذه الطقوس أيضًا ما يُطلق عليه اسم طقوس الانتقال، التي تحدث في لحظات هامة من دورة حياة الإنسان، مثل الولادة، والبلوغ / الزواج، والمرض والموت. تتمثل إحدى السلوكيات الدينية المميزة في الاستحواذ الروحي والنشوة الدينية. يشارك المتخصصون الدينيون، مثل القس، والفيقار، والحاخام، والإمام والبانديت، في العديد من السلوكيات الدينية المختلفة.

## الامتناع
يشير الامتناع الديني إلى امتناع الفرد عن شيء ما أو عن فعل ما لأسباب دينية. قد يشمل ذلك الامتناع عن الطعام أو الشراب لفترة من الوقت بسبب الدين (الصيام). يمكن استمرار الامتناع عن الملذات أيضًا لفترات أطول من ذلك. يمتنع بعض الأفراد عن ممارسة الجنس (التبتل)؛ يتجنب آخرون ملامسة الدم أو الحيوانات الميتة. تشمل الأمثلة البارزة على ذلك امتناع اليهود والمسلمين عن أكل لحم الخنزير؛ وتبتل الكهنة الكاثوليك؛ وقواعد الطهارة في الهندوسية واليهودية وكلمة الحكمة (التي تشير تعليماتها إلى تجنب الكحول، والقهوة، والشاي وما إلى ذلك) في كنيسة يسوع المسيح لقديسي الأيام الأخيرة.
غالبًا ما تنطوي هذا الامتناع أو «التابو» على ما يلي؛
- الطعام والشراب
- الكلام؛ بعض الكلمات محظورة (الشتم)
- الموت والحداد[8]

غالبًا ما يكون من غير الممكن التعرف بسهولة على حالات الامتناع الديني باعتبارها (جزءًا من) سلوكيات دينية. عند سؤال المؤمنين عن سلوكياتهم هذه، غالبًا ما يبتعدون عن عزوها إلى الدوافع الدينية بشكل صريح، إذ يميلون إلى الامتناع عنها لأسباب صحية، أو أخلاقية، أو لأن موقفهم هذا أفضل فيما يتعلق بالصحة والنظافة الشخصية.